# 贝茨塞海德
贝茨塞海德（德語：Beetzseeheide）是德国勃兰登堡州的一个市镇，隶属于波茨坦-米特尔马克县，总面积为37.61平方千米，截至2020年总人口为681人。